# João Costa
João Costa là một đô thị thuộc bang Piauí, Brasil. Đô thị này có diện tích 1716,165 km², dân số năm 2007 là 3204 người, mật độ 1,87 người/km².